# 华师站
華師站是广州地铁3号线与11号线的换乘車站，以位于车站附近的华南师范大学得名。車站位於中国广东省广州市天河区五山路天河北路口和天科路口之间，於2006年12月30日随3号线首期工程全线開通而启用，2024年12月28日随11号线开通而成为换乘站。

## 车站结构
华师站分为位于五山路下方的3号线站体和位于天科路下方的11号线站体。车站周边为五山路、天河北路、天科路、华南师范大学、天河科贸园及其它建筑。

### 3号线站体
3号线站体共设有两层。地面为车站各个出入口；地下一层为站厅，并与11号线车站东站厅及联络通道接通；地下二层为3号线月台。
| 地下一层 | 3号线站厅 | 售票機、客服中心、商店、警务室、安检设施 前往 █11号线 |  |  |
| 地下二层 | 1 站台    | █3号线 海傍方向（下站：岗顶）                         |  |  |
|          | 岛式站台  |                                                       |  |  |
|          | 2 站台    | █3号线 天河客运站方向（下站：五山）                   |  |  |

### 11号线站体
11号线站体共设有四层。地面为车站各个出入口；地下一层为东西站厅，以及两个站厅、3号线三者之间的联络通道；地下二层为车站设备区；地下三层为西站厅与月台的转换层；地下四层为11号线站台。
| 地下一层 | 11号线西站厅 | 售票機、客服中心、商店、安检设施                       |  |  |
|          | 联络通道     | 来往西站厅及东站厅/ █3号线                             |  |  |
|          | 11号线东站厅 | 售票機、客服中心、商店、安检设施 前往 █3号线、联络通道 |  |  |
| 地下二层 | 设备区       | 车站设备                                               |  |  |
| 地下三层 | 转换层       | 来往站厅和站台 车站设备区                              |  |  |
| 地下四层 | 3 站台       | █11号线 外环方向（下站：龙口西）                       |  |  |
|          | 分离式站台   |                                                        |  |  |
|          |              | 卫生间、母婴室；通道连接两侧站台                       |  |  |
|          | 分离式站台   |                                                        |  |  |
|          | 4 站台       | █11号线 内环方向（下站：華景路）                       |  |  |

### 站厅
华师站站厅目前分为3号线部分和11号线两个部分，均位于地下一层，其中11号线另外分为东、西两个站厅。为方便乘客进出及换乘，3号线站厅东侧、11号线两个站厅的北侧被划分为收费区；由于车站设计原因，三个站厅在非付费区互不相连。
3号线站厅付费区设有四條扶手电梯、一台专用电梯以及一组楼梯连接3号线月台。11號線的西站厅分别设有5条直达站台的扶手电梯，以及1条连接地下三层转换层前往西站厅的扶手电梯，以接驳连接站台至地下三层转换层的楼梯，同时另外设有1台专用电梯直达至11号线站台；东站厅则设有2條扶手电梯连接至转换层，以及楼梯连接转换层及11号线站台。
3号线和11号线站厅均設有自动售票機及智能客務中心。并设有便利店、麵包糕餅店等商店，以及自動售賣機、自动照相机等自助设施。
- 3号线站厅
- 11号线西站厅
- 11号线东站厅

### 月台
华师站3号线设有一个岛式月台，位于五山路地底。11号线设有一个分离式岛式站台，位于天科路的地底。两线月台大致成「V」字型，其中3号线在上层，11号线在下层。
本站的卫生间及母婴室设于11号线站台往龙口西方向的一端。
受地面环境所限，11号线站台层靠近3号站台（外环方向）一侧为明挖，而靠近4号站台（内环方向）一侧为暗挖。故3號月台一侧相对宽敞，11號線連接西站厅的扶梯亦均設於该侧。

### 换乘

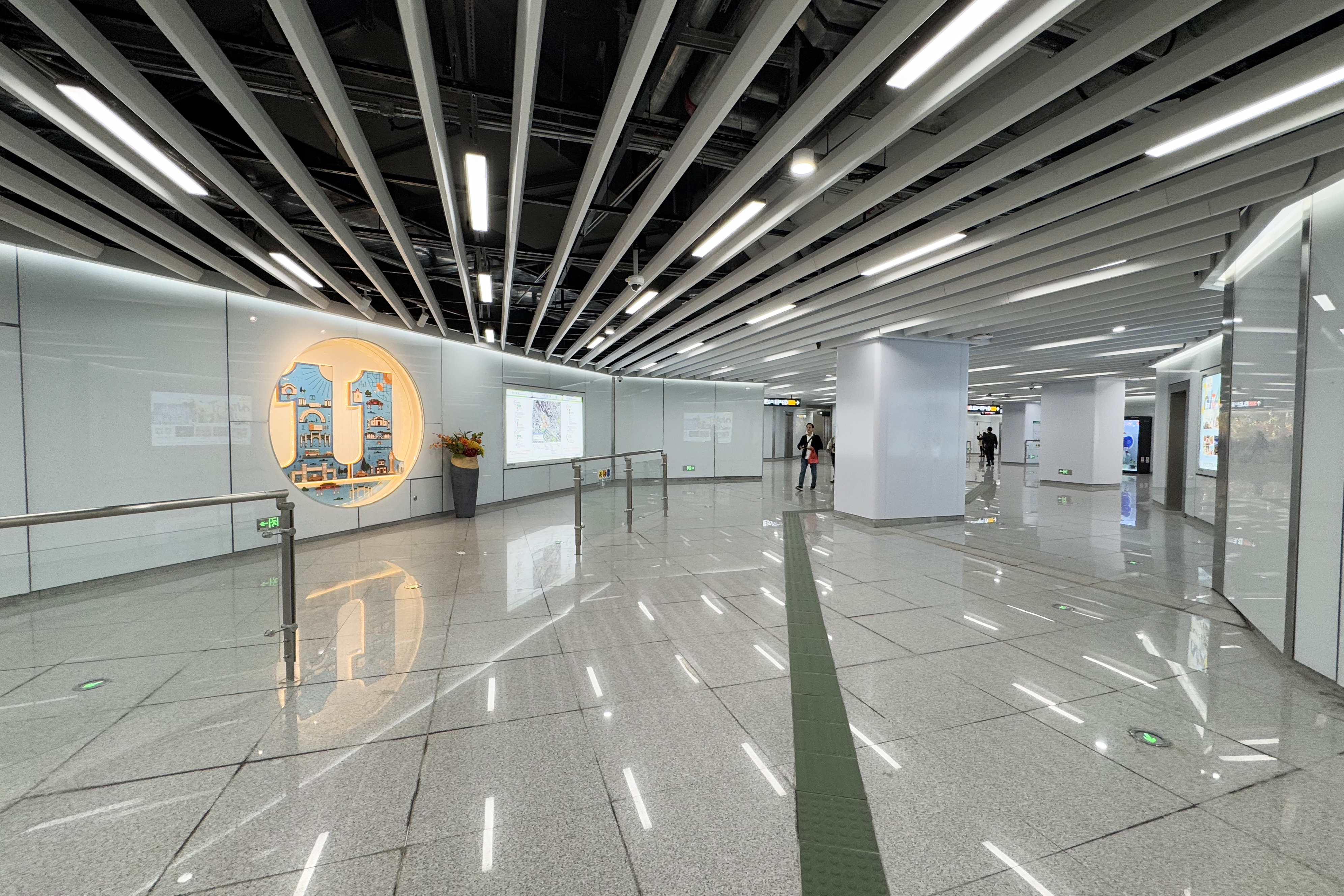
来往11号线东西站厅和3号线的联络通道

3号线建设时，增加了预留换乘新线的条件。11号线建设时，因3号线和11号线运能差距大，地铁方面曾对本站换乘情况进行研究，考虑在3号线站台南侧增建通往11号线换乘平台（即现11号线东站厅转换平台）的楼梯，同时扩建3号线站厅及修改3号线扶梯和楼梯配置，以提升换乘体验。惟这些措施最终均未实施，现时在两线间换乘需绕经站厅。

### 出入口
华师站目前设有5个出入口供乘客进出。
本站在开通初期设有C、E两个出入口，B出入口和D出入口在数年后开通。D出入口后于2019年为配合11号线施工而拆除，C出入口亦于2023年12月23日为配合11号线施工而封闭。11号线车站部分启用后，新增F出入口，重新接入该线站厅的C、D出入口亦同时重开。
另外，本站A出入口为预留出入口，位于天河北路五山路口交界处西北侧。该口因用地等问题拖延多年，2020年近地铁站一端开工建设；惟现时仍受用地协调影响，不具备续建条件。
|                                                             |                                                       |      |          |                                                                                                  |
|                                                             |                                                       |      |          |                                                                                                  |
| 编号                                                        | 设施                                                  | 照片 | 出口指示 | 建议前往的目的地                                                                                 |
| 3号线站廳                                                   |                                                       |      |          |                                                                                                  |
| B                                                           | 无障碍通道标志 · 轮椅升降台标志 · 扶手电梯标志        |      | 天河北路 | 五山路、五山路口公交车站（西行）、师大后门公交车站（南行）                                       |
| E                                                           | 盲道标志 · 扶手电梯标志                               |      | 五山路   | 天河北路、翰景路、华南师范大学、广州市团校、华南师范大学附属中学初中部、师大后门公交车站（北行） |
| 11号线西站廳                                                |                                                       |      |          |                                                                                                  |
| C                                                           | 盲道标志 · 扶手电梯标志                               |      | 天科路   | 华南师范大学附属中学初中部、五山路口公交车站（东行）                                             |
| F                                                           |                                                       |      | 天科路   | 师大后门公交车站（南行）                                                                         |
| 11号线东站廳                                                |                                                       |      |          |                                                                                                  |
| D                                                           | 盲道标志 · 升降机标志 · 无障碍通道标志 · 扶手电梯标志 |      | 五山路   | 华南师范大学、广州市团校、师大后门公交车站（北行）                                               |
| 註： 設有 \| 設有 \| 設有 \| 設有輪椅升降台 \| 設有扶手電梯 |                                                       |      |          |                                                                                                  |

## 接驳交通
华师站因靠近天河北路东端单向循环路段，附近公交站比较密集。
| 编号 | 编号   | 线路                  | 线路                  | 线路                  | 收费                  | 备注                  |
| ---- | ------ | --------------------- | --------------------- | --------------------- | --------------------- | --------------------- |
|      | 218    | 杨桃公园（美林湖畔）  | ⇆                     | 中科院化学所          | 2元                   |                       |
|      | B4快线 | 已于2025年4月26日停办 | 已于2025年4月26日停办 | 已于2025年4月26日停办 | 已于2025年4月26日停办 | 已于2025年4月26日停办 |
|      | B10    | 体育中心              | ⇆                     | 地铁天河智慧城站      | 2元                   |                       |
|      | B14    | 体育中心              | ←                     | 棠德花苑              | 2元                   | 仅限工作日发班        |
|      | 夜23   | 宝岗大道              | ⇆                     | 汇景北路              | 3元                   | 263路附属线路         |

| 编号 | 编号 | 线路                  | 线路                  | 线路                  | 收费                  | 备注                  |
| ---- | ---- | --------------------- | --------------------- | --------------------- | --------------------- | --------------------- |
|      | 20   | 汇景北路              | ⇆                     | 凌塘环村路            | 2元                   |                       |
|      | 32   | 黄石路                | ⇆                     | 华工大                | 2元                   |                       |
|      | 41   | 广州火车东站          | ⇆                     | 汇景北路              | 2元                   |                       |
|      | 78   | 岑村                  | ⇆                     | 东山广场              | 2元                   |                       |
|      | 78A  | 天慧路                | ⇆                     | 天河北公交总站        | 2元                   |                       |
|      | 130  | 赤岗大塘              | ⇆                     | 华景新城              | 2元                   |                       |
|      | 191  | 华景新城              | ⇆                     | 市红会医院北门        | 2元                   |                       |
|      | 197  | 已于2025年1月25日停办 | 已于2025年1月25日停办 | 已于2025年1月25日停办 | 已于2025年1月25日停办 | 已于2025年1月25日停办 |
|      | 218  | 杨桃公园（美林湖畔）  | ⇆                     | 中科院化学所          | 2元                   |                       |
|      | 230  | 南边路                | ⇆                     | 华工大                | 3元                   | 使用双层巴士运营      |
|      | 298  | 夏茅                  | ⇆                     | 华景新城              | 2元                   |                       |
|      | 813  | 革新路（光大花园）    | ⇆                     | 棠德花苑西            | 3元                   |                       |
|      | B11  | 岑村                  | ⇆                     | 员村（美林花园）      | 2元                   |                       |
|      | B17  | 广州火车东站          | ⇆                     | 石化路                | 2元                   |                       |
|      | 夜53 | 天慧路                | ⇆                     | 体育中心              | 3元                   | 78A路附属线路         |

## 利用狀況
华师站鄰近華南師範大學（石牌校区）及其附屬中學，學生大多會前往该站乘坐地鐵來往市區各地，再加上附近住宅區和寫字樓的市民通勤需求，客流水平不俗。為緩解晚高峰崗頂至體育西路沿途的客流壓力，本站在工作日（周一至周五）17:30~19:00 实行客流控制。

## 歷史

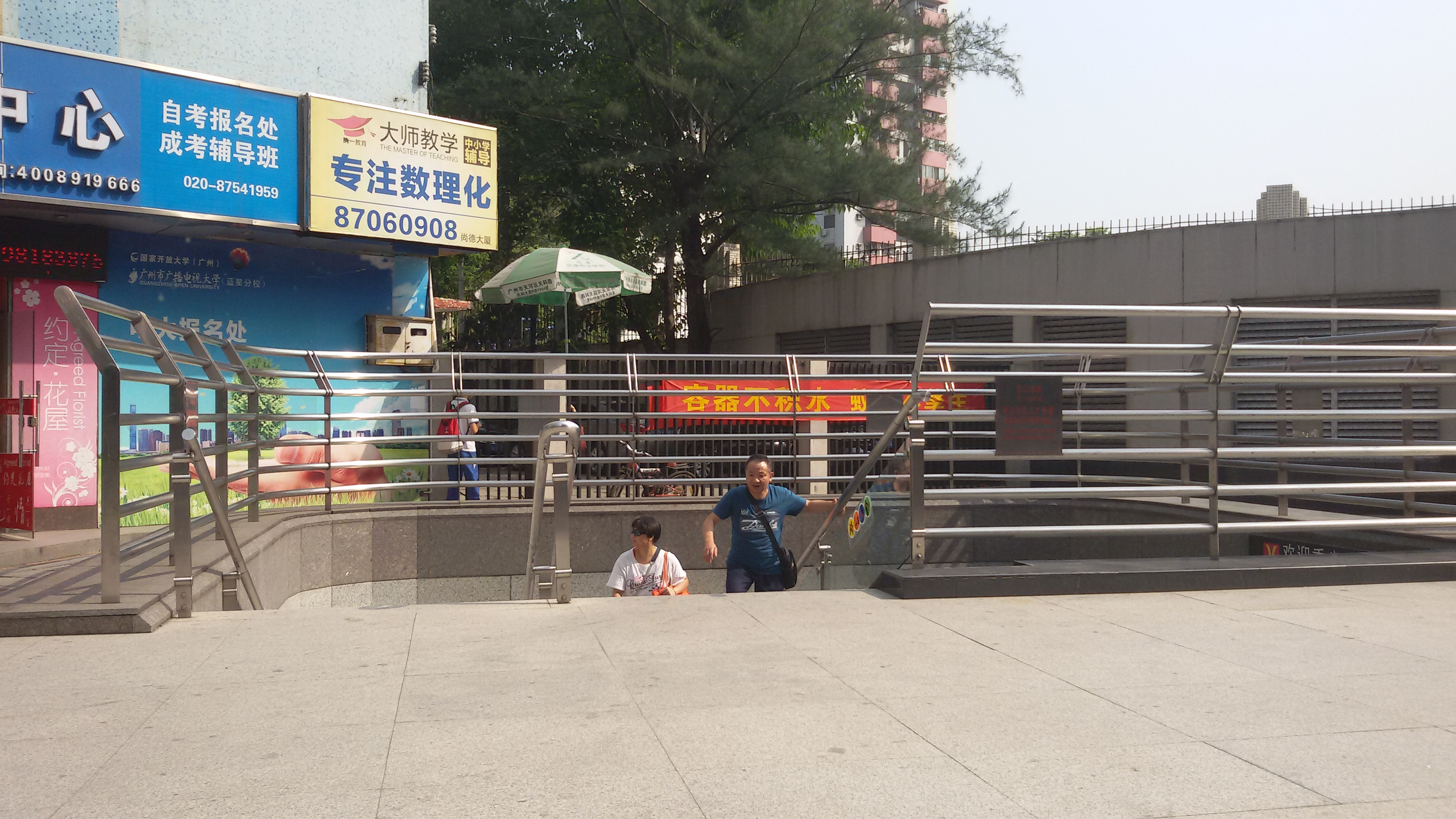
原D出口（2014年10月）

華師站最早出現在《2000年近期線網規劃實施調整方案》中，為因應石牌地區發展，而增設3號線支線上的一個車站，位置已與現時相當。车站初时名为天河北路站，後根據鄰近的華南師範大學，正式被定名為華師站。2003年的軌道交通線網規劃中，當時的14號線在天河北路一段經過本站與3號線支線換乘。後來於2008年的規劃方案中改為由當時增加的環線（8號線）經過本站。最後於2010年，環線最終成為現時的11號線，仍經過本站設置換乘。
3号线车站于2005年4月20日主体结构封顶，2006年12月30日正式啟用。
11号线车站于2018年8月23日完成交通疏导并进入围蔽施工阶段，2022年11月实现暗挖站台隧道双线贯通，2024年9月20日完成“三权”移交。2023年12月9日，3号线站厅部分设备开始围蔽改造，以配合11号线站厅的接入工程。
2024年12月28日，11号线开通，本站成为换乘车站。

## 未來發展

### 10号线
未來3號線支線段（天河客運站—體育西路）將拆離3號線，並向西南延伸形成10號線獨立運營並延長至西塱站。未来待10号线拆解段通车后，本站3号线部分將會改属10號線。